# 元斗杓
元斗杓(げん とひょう、ウォン・ドゥピョ、원두표、1593年 ~ 1664年)は李氏朝鮮後期の文臣。西人の重鎮で、元党の党首。字は子建、号は灘叟、本貫は原州元氏。朴知誡の門人である。

## 生涯
光海君の政治に反対し、父原渓君元裕男等多くの大臣たちと力を合わせ、仁祖反正に成功した。その功で靖社功臣２等として、平原君に冊封された。また李适の乱で功を立て、 全州府尹となり、丙子胡乱では王を南漢山城で護衛して御営大将を勤めた。その後、孝宗時代に右議政、顕宗時代に左議政に昇進し、内医院・軍器寺の都提調を兼務した。孫元夢鱗は孝宗の五女淑敬公主と結婚し、興平尉に封じられた。

## 家族
- 曽祖父 : 元松寿
  - 祖父 : 元豪
    - 父 : 元裕男
      - 妻 : 朔寧崔氏崔東式の娘
        - 長男 : 元万石
          - 孫 : 元夢殷 - 実父は元万春

        - 次男 : 元万里
          - 孫 : 元夢麟
          - 孫 : 元夢翼

        - 三男 : 元万春
          - 孫 : 元夢軒
          - 孫 : 원몽은

        - 壻 : 李敏叙
          - 外孫 : 李観命
          - 外孫 : 李健命
          - 外孫婿 : 洪重箕
          - 外孫婿 : 南鶴鳴
          - 外孫婿 : 金昌立

      - 側室 : 姓名不詳
        - 庶子 : 元万東
        - 庶子 : 元万雄
        - 庶子 : 元万齢
        - 庶子 : 元万敵

## 関連作品

### ドラマ
- 大命（KBS、1981年、演：チュヒョン）

## その他
彼の元党は山党に敗れて没落し、後日少論派系に吸収された。